# Chaenotetrastichus semiflavus
Chaenotetrastichus semiflavus är en stekelart som först beskrevs av Girault 1917.  Chaenotetrastichus semiflavus ingår i släktet Chaenotetrastichus och familjen finglanssteklar. Inga underarter finns listade i Catalogue of Life.